# You Can Call Me Al
You Can Call Me Al är en poplåt skriven och framförd av Paul Simon. Den var den första singeln från studioalbumet Graceland och utgavs 1986. Låten kom att bli en av Simons mest välkända låtar som soloartist. Låten har en musikvideo där komikern och skådespelaren Chevy Chase medverkar och "sjunger" (läppsynk) några av Simons sångpartier.
Låttexten är till del inspirerad av en händelse på en fest där Pierre Boulez, en fransk kompositör av misstag kallat Paul Simon för "Al" och hans dåvarande fru Peggy Harper för "Betty". Låtens text behandlar också till del en medelålderskris.

## Listplaceringar
| Lista (1986-1987) | Position               |
| ----------------- | ---------------------- |
| Australien        | 2 (Kent Music Report)  |
| Finland           | 9                      |
| Irland            | 2                      |
| Island            | 2 (RAS II, radiolista) |
| Kanada            | 11                     |
| Nederländerna     | 5                      |
| Nya Zeeland       | 6                      |
| Storbritannien    | 4 (UK Singles Chart)   |
| USA               | 23 (Billboard Hot 100) |